# Alex Wilkinson
Alexander William Wilkinson (n. Sídney, 13 de agosto de 1984) es un exfutbolista australiano que jugaba en la demarcación de defensa.

## Biografía
Debutó como futbolista en 2002 con el Northern Spirit FC. También jugó para el Ryde City Gunners FC y el Manly United FC, hasta que en 2011 fichó por el Central Coast Mariners FC. Jugó en el club hasta 2011, momento en el que se fue en calidad de cedido al Jiangsu Sainty de China, volviendo por un año de nuevo al Central Coast Mariners FC. En 2012 fichó por el Jeonbuk Hyundai Motors FC. El 5 de febrero de 2016 fue traspasado al Melbourne City FC.

## Selección nacional
Debutó con la selección de fútbol de Australia en un partido amistoso contra Ecuador disputado en The Den el 5 de marzo de 2014. Fue elegido como uno de los 23 jugadores que disputarían la Copa Mundial de fútbol de 2014 para representar a la selección de fútbol de Australia bajo las órdenes de Ange Postecoglou.

## Clubes
| Club                         | País          | Año       | Partidos | Goles |
| ---------------------------- | ------------- | --------- | -------- | ----- |
| Northern Spirit FC           | Australia     | 2002-2004 | 44       | 0     |
| Ryde City Gunners FC         | Australia     | 2004      | 19       | 3     |
| Manly United FC              | Australia     | 2004-2005 | 15       | 0     |
| Central Coast Mariners F. C. | Australia     | 2005-2011 | 170      | 3     |
| Jiangsu Sainty (cedido)      | China         | 2011      | 12       | 0     |
| Central Coast Mariners F. C. | Australia     | 2011-2012 | 33       | 0     |
| Jeonbuk Hyundai Motors F. C. | Corea del Sur | 2012-2016 | 111      | 2     |
| Melbourne City F. C.         | Australia     | 2016      | 10       | 0     |
| Sydney F. C.                 | Australia     | 2016-2023 | 221      | 3     |

## Palmarés

### Títulos nacionales
| Título     | Club                         | País          | Año  |
| ---------- | ---------------------------- | ------------- | ---- |
| K League 1 | Jeonbuk Hyundai Motors F. C. | Corea del Sur | 2014 |
| K League 1 | Jeonbuk Hyundai Motors F. C. | Corea del Sur | 2015 |
| A-League   | Sydney F. C.                 | Australia     | 2017 |
| FFA Cup    | Sydney F. C.                 | Australia     | 2017 |
| A-League   | Sydney F. C.                 | Australia     | 2019 |
| A-League   | Sydney F. C.                 | Australia     | 2020 |

### Títulos internacionales
| Título        | Club (*)  | País      | Año  |
| ------------- | --------- | --------- | ---- |
| Copa Asiática | Australia | Australia | 2015 |

(*) Incluyendo la selección.